# Reboudia
Reboudia é um género botânico pertencente à família Brassicaceae.